# Eduard Mühlbauer
Eduard Mühlbauer (* 13. Oktober 1901 in Marienthal; † 27. Juli 1980 in Kreuth, Bayern) war ein deutscher Ingenieur und Manager.

## Leben
Nach seinem Ingenieurstudium an der Technischen Hochschule München arbeitete Eduard Mühlbauer bei verschiedenen Unternehmen der Elektroindustrie. Arbeitsschwerpunkt war die Bauleitung von Großkraftwerken und die Erstellung, Einrichtung und technische Leitung der Betriebe. 1945 wurde er stellvertretendes Vorstandsmitglied und Technischer Direktor der Siemens & Halske AG. Von Oktober 1947 bis zum September 1969 lehrte er als Honorarprofessor am Lehrstuhl für Werkzeugmaschinen und Fertigungstechnik am Institut für Werkzeugmaschinen sowie am Institut für Arbeitswissenschaft in der Abteilung Maschinenbau der Fakultät für Maschinenwesen der Technischen Universität Berlin; ab dem Wintersemester 1956/57 war er beurlaubt. Er war Mitglied (Mitgliedsnummer 50875) des Vereins Deutscher Ingenieure (VDI) und Beisitzer des Vorstands des Berliner VDI-Bezirksvereins.
Die Stadt Regensburg verdankt Eduard Mühlbauer die Ansiedlung der Siemenswerke. Sie verlieh ihm 1961 die Albertus-Magnus-Medaille und ernannte ihn 1966 zum Ehrenbürger. Nach Mühlbauer ist auch der Eduard-Mühlbauer-Weg in Regensburg benannt.